# Tōko Koga
Tōko Koga (Osaka, 6 januari 2006) is een voetbalspeelster uit Japan. Ze speelt als verdediger voor Tottenham Hotspur in de Super League. 

## Clubcarrière
Koga kwam in haar geboorteland uit voor FC Grasion voordat ze overstapte naar de JFA Academy Fukushima.
Door een samenwerkingsverband met Feyenoord mocht Koga een stage afwerken bij de club uit Rotterdam. Ze deed mee tijdens een oefenwedstrijd tegen Eintracht Frankfurt. Ze maakte een goede indruk waardoor Feyenoord besloot haar contractueel vast te leggen tot 30 juni 2026.
Op 27 januari 2024 maakte Koga haar debuut voor Feyenoord in de Vrouwen Eredivisie in een thuiswedstrijd tegen FC Twente door in de basis te starten. Het duel eindigde in een 0-3 nederlaag. In een uitwedstrijd tegen sc Heerenveen wist Koga op 2 november 2024 haar eerste competitiedoelpunt voor de Rotterdammers te maken.
Ondanks een doorlopend contract bij Feyenoord, maakte Koga op 2 juli 2025 de overstap naar het Engelse Tottenham Hotspur.

## Statistieken
| Seizoen | Club                 | Competitie   | Competitie | Competitie | Beker | Beker | Overig | Overig | Totaal | Totaal |
| Seizoen | Club                 | Competitie   | Wed.       | Dlp.       | Wed.  | Dlp.  | Wed.   | Dlp.   | Wed.   | Dlp.   |
| ------- | -------------------- | ------------ | ---------- | ---------- | ----- | ----- | ------ | ------ | ------ | ------ |
| 2023/24 | Feyenoord            | Eredivisie   | 11         | 0          | 3     | 0     | 0      | 0      | 14     | 0      |
| 2024/25 | Feyenoord            | Eredivisie   | 21         | 3          | 3     | 0     | 0      | 0      | 24     | 3      |
| 2025/26 | Tottenham Hotspur FC | Super League | 0          | 0          | 0     | 0     | 0      | 0      | 0      | 0      |
| Totaal  | Totaal               | Totaal       | 32         | 3          | 6     | 0     | 0      | 0      | 38     | 3      |

Bijgewerkt t/m 2 juli 2025.

## Interlandcarrière
Koga is international van Japan. Hiervoor maakte ze haar debuut op 30 november 2023 in een oefenwedstrijd tegen Brazilië.